# Foley (Missouri)
Pour les articles homonymes, voir Foley.
Foley est une ville du comté de Lincoln, dans le Missouri, aux États-Unis,. Située à l'est du comté, elle est fondée en 1879 et incorporée en 1900.

## Démographie
Lors du recensement de 2010, la ville comptait une population de 1 934 habitants. Elle est estimée, en 2016, à 1 993 habitants.

### Source de la traduction
- (en) Cet article est partiellement ou en totalité issu de l’article de Wikipédia en anglais intitulé « Foley, Missouri » (voir la liste des auteurs).